# Воскресенский, Иван Никанорович
Воскресенский Иван Никанорович (1862—1943) — учёный-кораблестроитель, специалист в области технологии судостроения и судовых механизмов, профессор, начальник Ижорского завода, один из инициаторов создания Ленинградского кораблестроительного института, профессор, доктор технических наук, заслуженный деятель науки и техники РСФСР, генерал-лейтенант Корпуса корабельных инженеров.

## Биография
Иван Никанорович Воскресенский родился 21 августа 1862 года в селе Дементьево Череповецкого уезда Новгородской губернии. Его отец Воскресенский Никанор Захарович в 1864—1899 годах был священником Покровской Дементьевской церкви, скончался в 1901 году.
В 1872 году Воскресенский поступил в Череповецкое реальное училище (первый набор). По окончании реального училища в 1879 году, поступил на механическое отделение Технического училища Морского ведомства в Кронштадте. В службе с 1880 года. В 1883 году, после окончания училища, был назначен на должность трюмного механика парусно-винтового клипера «Разбойник», принимал участие в ремонте корабля и замене котлов. Затем на этом клипере совершил кругосветное плавание.
В 1888 году окончил Николаевскую морскую академию. В 1889 году произведён в помощники старшего инженер-механика, в 1897 году в старшие инженер-механики. В 1892 году был командирован в Англию наблюдающим за постройкой механизмов для броненосца «Петропавловск» и миноносца «Сокол».

## Служба на Ижорском заводе
5 марта 1895 года был назначен исполняющим должность главного механика Ижорского завода. С 1904 года совмещал работу на заводе с преподаванием курса лекций «Морская технология» на кораблестроительном отделении Петербургского политехнического института.
В сентябре 1902 года был назначен помощником начальника, а в 1908 году — начальником Ижорского завода. Воскресенский возглавил завод в переломный период перехода из казённого предприятия в коммерческое.
В 1910 году был произведён в генерал-майоры, а 14 апреля 1913 года — в генерал-лейтенанты.
К 1914 году, началу Первой мировой войны, под руководством И. Н. Воскресенского на Ижорском заводе были созданы три новые мастерские — сталеплавильная, бронезакалочная и бронеотделочная, значительно увеличен выпуск брони и судостроительной стали, освоено производство цельнотянутых труб, двигателей внутреннего сгорания. В Колпине строились жилые дома для семей заводских специалистов, открылись новая больница и баня. В годы Первой мировой войны завод стал выпускать бомбомёты, миномёты и снаряды, расширил гильзовую мастерскую, открыв новое отделение производительностью 600 тысяч штук трехдюймовых гильз в месяц. С 1915 года выпуск снарядов шёл в три смены. Впервые на производстве был применен женский труд: на завод приняли 350 женщин. Завод занимался бронированием автотранспорта, противопульная броня ставилась и на небольшие пароходы. В том же году заводские конструкторы при участии профессора А. И. Горбова разработали аппарат «для поливания огнём» — огнемёт, выбрасывающий огненную струю на 20 — 25 шагов с продолжительностью действия до 3 минут. В 1915-м завод выпустил 30 таких аппаратов. К 1 августа 1917 года персонал предприятия насчитывал почти 10 тысяч рабочих и служащих, это было второе по численности предприятие Морского ведомства в Петрограде. В годы войны Воскресенский был избран председателем местного заводского комитета Общества Красного Креста. В должности начальника Ижорского завода Воскресенский проработал до 1918 года.

## В советский период
В 1919 году Воскресенский был назначен заведующим Морским отделением Совета военной промышленности страны. В 1920—1929 годах Воскресенский работал штатным преподавателем Военно-морской академии, старшим руководителем цикла общей металлургии. С 1929 года преподавал в Ленинградском политехническом институте.
В 1928—1930 годах был представителем Морского регистра СССР.
Воскресенский являлся одним из инициаторов создания Ленинградского кораблестроительного института, где организовал и возглавлял кафедры общей технологии, технологии судостроения, технологии судового машиностроения и организации заводского хозяйства. В 1936 году защитил докторскую диссертацию, в 1937 стал профессором. В 1942 году ему присвоено звание заслуженного деятеля науки и техники РСФСР.
В 1913 году Иван Никанорович Воскресенский приобрёл имение в деревне Каменка Крестецкого уезда, Новгородской губернии (ныне Маловишерский район Новгородской области), которое не было национализировано в годы советской власти и за заслуги Воскресенского оставлено его семье. Последние годы своей жизни И. Н. Воскресенский провёл в этой усадьбе, где в 1943 году умер (по другим данным в Ленинграде). Похоронен на сельском кладбище д. Каменка.

## Семья
Иван Никанорович Воскресенский был женат на Антонине Ивановне, в семье было две дочери: Ольга (в замужестве Коковина) и Екатерина.

## Награды
Российской империи
- орден Святой Анны 3-й степени (1888);
- орден Святого Станислава 2-й степени (18 апреля 1899);
- орден Святого Владимира 4-й степени (1906);
- орден Святого Владимира 3-й степени (1910);
- орден Святого Владимира 2-й степени;
- орден Святой Анны 1-й степени (6 декабря 1914);
- орден Святого Станислава 1-й степени (1912);
- серебряная медаль «В память царствования императора Александра III» (1896);
- светло-бронзовая медаль «В память 300-летия царствования дома Романовых» (1913);
- светло-бронзовая медаль «В память 200-летия морского сражения при Гангуте» (1915)[1][5].

иностранные
- орден Капиолани кавалер креста 6 класса (Королевство Гавайи, 1884)[1].

## Память
- В 1988 году именем Воскресенского названо сухогрузное судно (Контейнеровоз) «Профессор Воскресенский»[2].
- В 1999 году за выдающийся вклад в развитие Ижорского завода И. Н. Воскресенский был занесён в «Золотую книгу Колпино»[13].
- В усадьбе И. Н. Воскресенского (д. Каменка, Маловишерский район Новгородской области) создан мемориальный музей. Парк усадьбы И. Н. Воскресенского является объектом культурного наследия регионального значения (постановление Администрации Новгородской области от 23.01.2007 № 21)[11].